# 特羅斯季亞涅齊 (基韋爾齊區)
50°57′34″N 25°33′6″E / 50.95944°N 25.55167°E
特羅斯季亞涅齊（烏克蘭語：Тростянець），是烏克蘭的村落，位於該國西部沃倫州，由盧茨克區負責管轄，始建於1570年，面積1.44平方公里，海拔高度196米，2001年人口843，人口密度每平方公里584.2人。